# Free Man in Paris
Free Man In Paris es una canción de la cantautora canadiense Joni Mitchell. Fue parte de su álbum de 1974 Court and Spark, al igual que su álbum en directo, Shadows and Light. es una de sus canciones más populares. La canción trata sobre el agente/promotor musical David Geffen, amigo cercano de Mitchell a principios de los años 1970, y describe a Geffen durante un viaje que hicieron Geffen y Mitchell a París junto a Robbie and Dominique Robertson.  "Free Man in Paris" llegó al número 22 en la lista del Hot 100 and al número dos en la lista de Easy Listening.
En los años 1970, una versión instrumental de esta canción fue utilizada como el tema principal del noticiero de CBC The Saturday Evening News, el cual era difundido a las 6 p. m. hasta 1982 cuando fue reemplazado por el Saturday Report.
"Free Man In Paris" ha sido versionada  por Neil Diamond, Sufjan Stevens, Adrienne Young, Phish, Elton John y JoJo. Fue incluida en el puesto #470 en la lista de las 500 Mejores Canciones de Todos los Tiempos de la revista Rolling Stone.